# Rafael El Negro
Rafael García Rodríguez, conocido artísticamente como Rafael El Negro (Sevilla, 22 de abril de 1935 - ibíd., 17 de marzo de 2010) fue un bailaor español.

## Biografía
Nacido en el sevillano barrio de Triana, era hijo de la cantaora María de los Santos Rodríguez Serrano. Debutó en el baile flamenco con dieciséis años y, al año siguiente, ya se encontraba bailando en el Cortijo El Guajiro, tablao flamenco de prestigio en Sevilla inaugurado dos años antes. Se formó de la mano de la bailaora Carmen la Parejero, El Maní y, en especial, de su primo y compadre, conocido como El Titi Hijo. Casado con la bailaora Matilde Coral en 1957, junto con ella y Farruco formó el grupo Los Bolecos, con el que en los años 1970 recibió el Premio Nacional de Baile de la Cátedra de Flamencología de Jerez. Años después en 2000, con su mujer, ganó el Premio Demófilo de Arte Flamenco. Junto a Matilde Coral formó parte de la compañía de José Greco, con la que realizó importantes giras internacionales. El crítico Manuel Martín Martín destacó en él su «pulcritud», «sobriedad en la puesta en escena» y «elegancia», y Pilar López Júlvez lo consideró «el que mejor ha bailado por bulerías elegantes». La elegancia es la nota común en la crítica, también de Fermín Lobatón, que en su obituario lo calificó como «duende elegante del baile».